# Odyssey Moon
Az Odyssey Moon  volt az első csapat, amely regisztrált a Google Lunar X Prize versenyre  2007. december 6-án.

## A verseny
A versenyre – amelynek célja, hogy új lendületet adjon a Holdra való visszatérésnek – „Hold 2.0”-ként is hivatkoznak és abban az Odyssey Moonhoz hasonló, magánszektorbeli szervezetek vesznek részt. A csapatok egy 20 millió dolláros fődíjért, egy ötmillió dolláros díjjal járó második helyezésért és további ötmillió dollárnyi bónuszokért versenyeznek.

## A csapat háttere
Az Odyssey Moon székhelye a Man-szigeten található és Robert D. Richards alapította, akinek céljai között szerepel az első olyan kereskedelmi vállalkozás felépítése, amely a Hold erőforrásait hasznosítja . Ahhoz, hogy ezt a célt elérje, részmunkaidős tanácsadóként bevonta Alan Sternt a NASA egykori vezető tudósát. 2008. szeptember 22-én egy másik NASA-veterán csatlakozott az Odyssey Moon-hoz: Jay F. Honeycutt-ot elnöknek nevezték ki, aki a továbbiakban felelős valamennyi programért és indítási műveletért. Ő nagy tapasztalatokkal rendelkezik nagyszabású tervezési műveletek vezetésében. A NASA-nál változatos feladatokat látott el: több évig volt a Kennedy Űrközpont és az Űrsikló program igazgatója. A NASA-n kívül, 1997 és 2007 között a Lockheed Martin Space Operations elnöke volt.

## A projekt
A csapat célja egy robot leszállóegység építése és üzembe helyezése, amely felfedező és tudományos felszerelést szállít majd a Holdra. Az új űreszközt "MoonOne"-nak (M-1) nevezték el. A kivitelezéssel a kanadai MacDonald Dettwiler vállalatot bízták meg, amely olyan NASA projekteken is dolgozott, mint az űrsiklók és a Nemzetközi Űrállomás. 
Egy nemzetközi tudományos magánegyesület, a Planetary Society, 2007-óta segíti a Odyssey Moon erőfeszítéseit a közönség tájékoztatása  és a köz-és magánszervezetek közti koordináció terén.
Colin Pillinger, a meteorokkal foglalkozó tudós és az Európai Űrügynökség sikertelen Beagle 2 Mars Lander projektjét vezette 2003-ban. 2009-ben tárgyalásokat folytatott az Odyseey Moon-nal a Beagle egyik eszközének felhasználásáról a leszállóegységben.